# 波迪利亞 (喬爾特基夫區)
參數所指定的目標頁面不存在，建議更正成存在頁面或直接建立下列一個頁面（建立前請先搜尋是否有合適的存在頁面可以取代）：
- 波迪利亞 (消歧義)

波迪利亞（羅馬化：Podillia）是烏克蘭西部捷爾諾波爾州喬爾特基夫區托夫斯泰市鎮的村莊，處於朱林河左岸，始建於1715年，面積32.06平方公里，2025年人口1,348。